# Mead (Oklahoma)
Mead é uma cidade  localizada no estado norte-americano de Oklahoma, no Condado de Bryan.

## Demografia
Segundo o censo norte-americano de 2000, a sua população era de 123 habitantes.
Em 2006, foi estimada uma população de 128, um aumento de 5 (4.1%).

## Geografia
De acordo com o United States Census Bureau tem uma área de
0,3 km², dos quais 0,3 km² cobertos por terra e 0,0 km² cobertos por água.

## Localidades na vizinhança
O diagrama seguinte representa as localidades num raio de 16 km ao redor de Mead.